# 1497
| 1497               |
| ------------------ |
| Dødsfald - Fødsler |
| • Begivenheder     |

| Gregoriansk kalender | 1497 MCDXCVII           |
| Ab urbe condita      | 2250                    |
| Armensk kalender     | 946 ԹՎ ՋԽԶ              |
| Kinesiske kalender   | 4193 – 4194 丙辰 – 丁巳 |
| Etiopisk kalender    | 1489 – 1490             |
| Jødisk kalender      | 5257 – 5258             |
| Hindukalendere       |                         |
| - Vikram Samvat      | 1552 – 1553             |
| - Shaka Samvat       | 1419 – 1420             |
| - Kali Yuga          | 4598 – 4599             |
| Iransk kalender      | 875 – 876               |
| Islamisk kalender    | 902 – 903               |

Konge i Danmark: Hans 1481-1513
Se også 1497 (tal)

## Begivenheder

### Udateret
- Giovanni Caboto (John Cabot) genopdager Newfoundland
- Melilla erobres af Spanien.
- Storfyrsten af Moskva, Ivan den Store udsteder lovbogen Sudebnik

### Marts
- 9. marts – Nicolaus Copernicus foretager sin første registrerede astronomiske observation

### September
- 28. september – Slaget ved Rotebro hvor Kong Hans besejrer Sten Sture den Ældre og hans bondehær

### Oktober
- 25. oktober - Kong Hans erobrer Sverige

### November
- 22. november – Vasco da Gama runder Kap Det Gode Håb under sin søgen efter en søvej til Indien
- 26. november - Hans af Danmark krones til konge af Sverige efter rigsforstanderen Sten Stures nederlag

## Født
- 26. januar – Kejser Go-Nara af Japan (d. 1557)
- Francesco Berni, italiensk digter (d. 1536)
- Jean Fernel, fransk fysiker (d. 1558)
- Francesco da Milano, italiensk komponist (d. 1543)

## Dødsfald
- Albert Brudzewski, polsk astronom (f. 1445)
- Elijah Delmedigo, italiensk filosof (f. 1460)